# 양재도서관
양재도서관은 서울특별시 서초구에 있는 도서관이다.

## 연혁
- 2018년 8월 1일 착공.
- 2019년 5월 1일 (재)서초문화재단 위수탁운영 체결.
- 2019년 10월 31일 준공.
- 2019년 11월 23일 개관.

## 이용 안내
이용 시간
- 월~목: 09:00 ~ 22:00
- 토,일: 09:00 ~ 20:00

휴관일
- 매주 금요일
- 법정 공휴일
- 임시 휴관일: 임시 공휴일, 도서관장이 필요하다고 인정한 경우